# Bus à haut niveau de service de Charleroi
Le  bus à haut niveau de service de Charleroi (BHNS) est un projet de bus à haut niveau de service sur le territoire de Charleroi.
Initié par le bureau Charleroi Bouwmeester il s’inscrit dans son « Projet de Territoire » proposant de compléter l’offre du réseau actuel des TEC grâce à la mise en place de deux lignes de transports publics de type BHNS (Bus à haut niveau de service). Elles seront actives sur l’avenue Paul Pastur et la route de Philippeville. La cellule Charleroi a activé le processus d’aménagement de ces deux axes en partenariat avec la Région wallonne. Le BHNS desservira 19 000 habitants.

## Projet
Le projet du BHNS de Charleroi se situe dans l’axe de développement de Charleroi Métropole et de sa mobilité.
Le projet porte sur deux lignes. La première relie Charleroi-Central à Bomerée via la N53 et comporte 29 arrêts sur 5,35 kilomètres parcourus en 18 minutes à la fréquence de un bus toutes les 10 minutes de 5 h 0 à 24 h 0. La seconde relie le rond-point Tirou à Charleroi jusque Ma Campagne à Gerpinnes avec une extension jusqu'au Bultia via la N5 et comporte 25 arrêts sur 5,6 kilomètres parcourus en 13 minutes à la fréquence de un bus toutes les 10 minutes de 5 h 0 à 24 h 0
La promesse a été faite de privilégier des véhicules respectueux de l’environnement, hybrides ou hybrides électriques. Les travaux se dérouleront de 2021 à 2023 et la mise en service de la ligne est prévue pour 2024.

## Chronologie
De 2014 à 2015, les études préliminaires ont porté sur une stratégie générale de mobilité. Plusieurs scénarios, dont celui incluant le BHNS, ont été alors proposés au Gouvernement wallon. Les études d’avant-projet et de permis se sont déroulées de 2017 à 2019. Le projet concernant le BHNS a été retenu et plusieurs avant-projets ont pu être établis suivant nombre d’études de terrain comme des levés topographiques ou encore diverses enquêtes. 
2020 voit l’étude en détail de la fin des aménagements afin de pouvoir établir un cahier des charges des travaux et procéder à la désignation d’une entreprise. Les travaux, prévus de 2021 à 2023, seront coordonnés par différents bureaux d’experts spécialisés.
Le matériel roulant est acheté après conclusions d’un marché public. Il est prévu qu’il soit opérationnel pour une mise en service de la ligne dans le courant de 2024.

## Autres aménagements projetés
Le projet BHNS de Charleroi ambitionne de transformer les axes N5 et N53 en deux boulevards urbains. 820 places de parking  seront créées dans cinq parcs-relais (trois sur la N53 et deux sur la N5), seront créées. 619 arbres seront plantés sur la N53 et 8 400 m2 d’espaces seront végétalisés, 874 arbres et 14 070 m2 sur la N5. Des pistes cyclables et des trottoirs élargis complètent le projet en vue d’une mobilité douce, vélos et piétons.
Sur la N53, un sens unique sortant du centre-ville, entre la rue du Beau Site et la rue Emile Rousseau, devait être instauré mais des réunions citoyennes de concertation ont amené à une modification du projet initial : sens interdit seulement aux heures de pointe, augmentation des places de stationnement, nouveaux emplacements pour les personnes à mobilité réduite. 
Durant la crise sanitaire du Covid-19, de nombreux chantiers se sont retrouvés à l’arrêt. Le Gouvernement wallon a adopté le Plan Infrastructures 2020 - 2025 afin d’établir un cadre budgétaire pour les chantiers futurs. Ce plan vise, notamment, à favoriser les infrastructures de mobilité douce et collective pour les citoyens. Une première enveloppe de 393 millions d'euros sera ainsi réservée aux infrastructures liées au transports publics et aux modes actifs, dont le BHNS de Charleroi.